# Walter Pagani
Walter Pagani, né en 1957, est un ancien joueur et dirigeant uruguayen de basket-ball. 

## Palmarès
- Finaliste du championnat des Amériques 1984
- Champion d'Amérique du Sud 1981